# يوجين رايس
يوجين رايس (بالإنجليزية: Eugene Rice)‏ هو محامي وقاضي أمريكي، ولد في 21 فبراير 1891، وتوفي في 24 نوفمبر 1967.